# Park Narodowy El Guácharo
Park Narodowy El Guácharo (hiszp. Parque nacional El Guácharo) – park narodowy w Wenezueli położony w stanach Monagas i Sucre. Został utworzony 27 maja 1975 roku i zajmuje obszar 627 km². W 2005 roku został zakwalifikowany przez BirdLife International jako ostoja ptaków IBA.

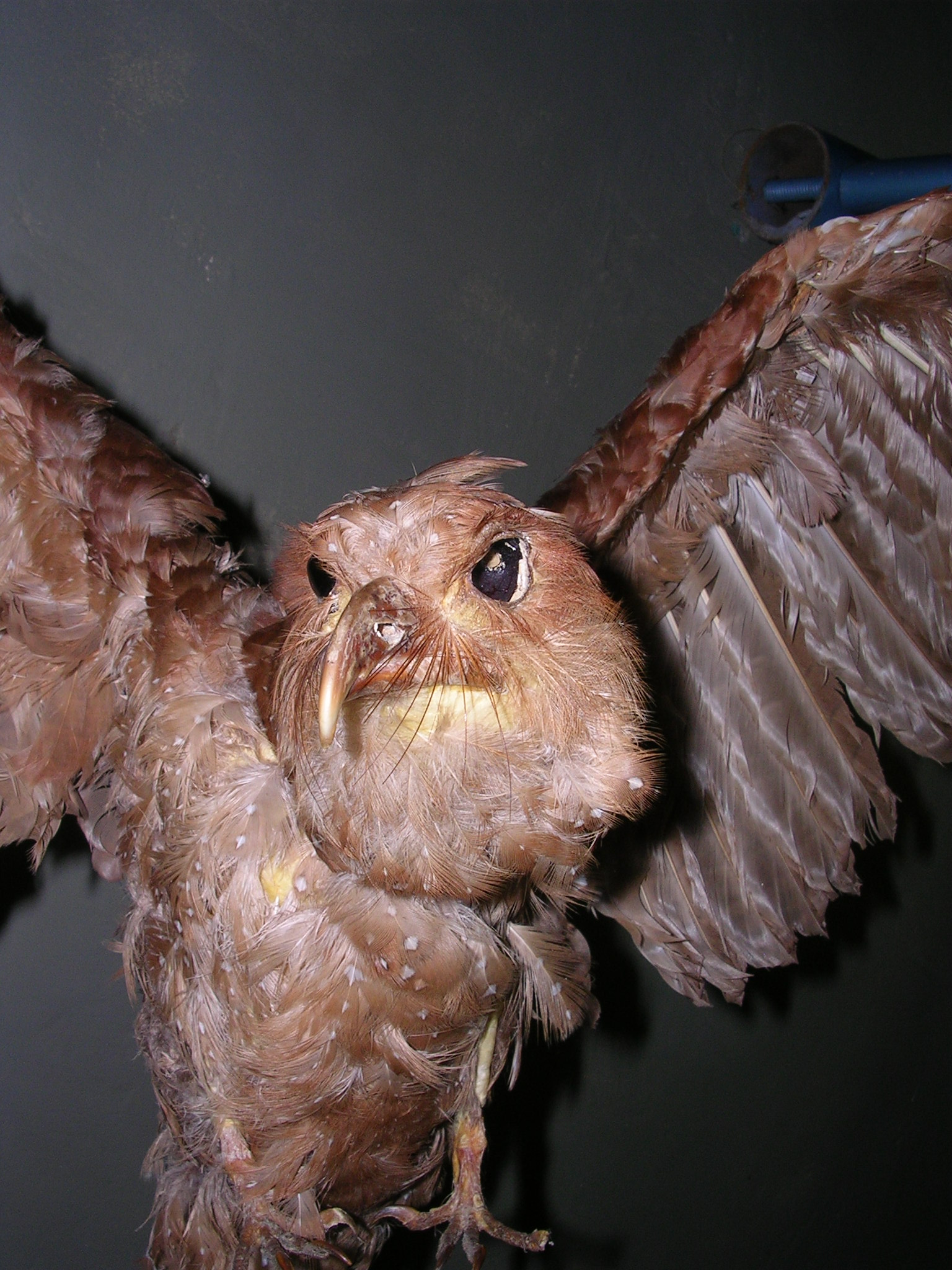
Tłuszczak

## Opis
Park znajduje się w masywie Caripe (pasmo górskie Turimiquire) i składa się z dwóch części. Jedna obejmuje jaskinię Cueva del Guácharo i jej okolice, druga środkowe dorzecze rzeki Caripe. Znajdują się tu najwyższe szczyty masywu: Cerro Negro (2430 m n p.m.) i Cerro la Cueva lub La Montaña (1689 m). Park powstał głównie w celu ochrony jaskini Cueva del Guácharo. Jest to największa jaskinia w Ameryce Południowej o długości 10 200 m. Jako pierwszy badał ją w 1799 roku Alexander von Humboldt i opisał we wspomnieniach z podróży po Ameryce Południowej. Jaskinia posiada bogatą szatę naciekową i jest udostępniona do zwiedzania na długości 1500 m. W parku znajdują się źródła wielu rzek takich jak m.in.: El Carinicuao, Cariaco, Guarapiche i Caripe. Niżej położone obszary parku pokrywa wilgotny las równikowy. Wyżej występuje tropikalny wilgotny las górski.
Średnia roczna temperatura w parku wynosi w zależności od wysokości od +16 °C do +24 °C, a średnie roczne opady od 1200 mm do 1400 mm.

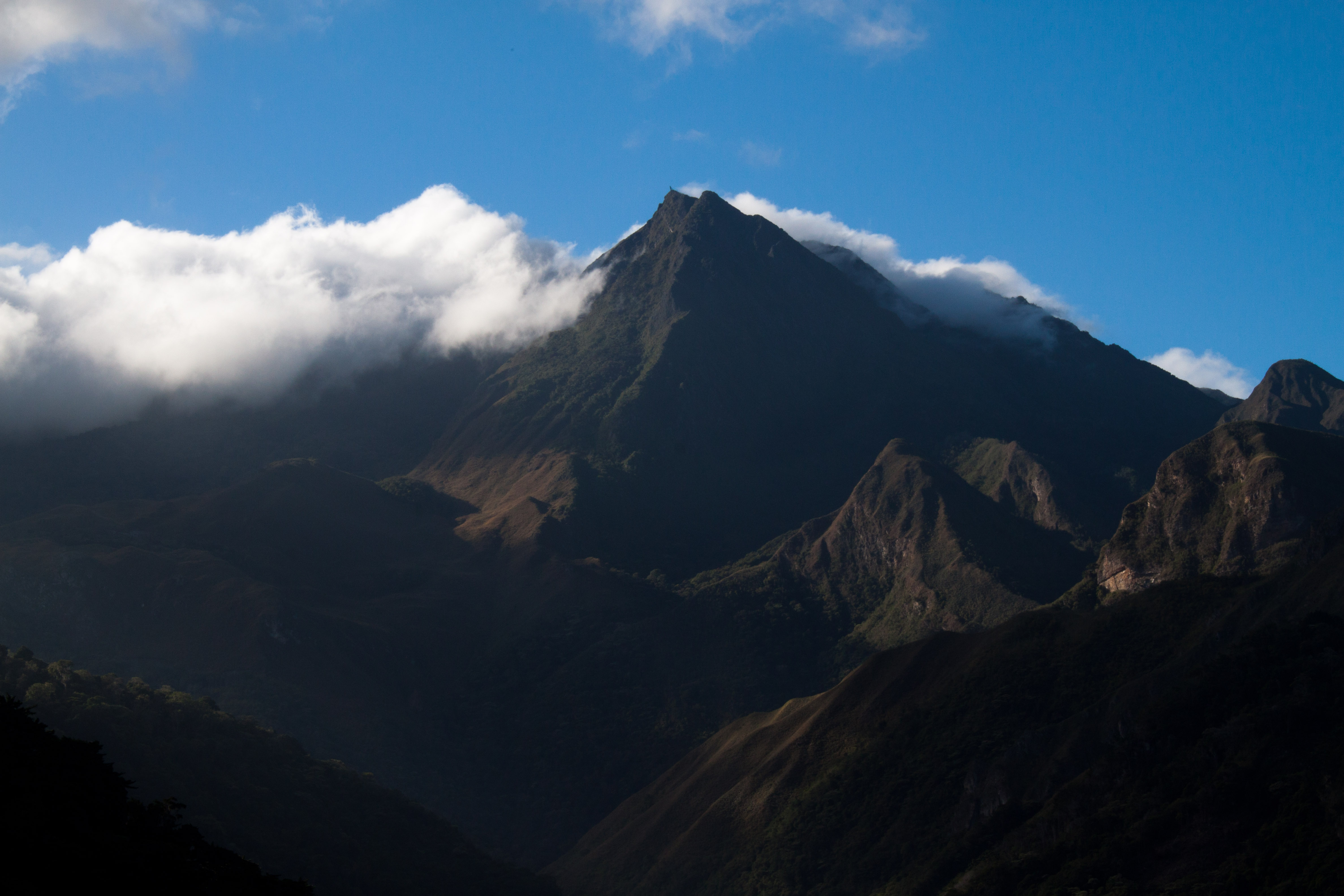
Szczyt Cerro Negro

## Flora
W parku rośnie zagrożony wyginięciem (EN) Ocotea calophylla, narażony na wyginięcie (VU) Weinmannia microphylla, a także m.in.: Ficus maxima, Picramnia pentandra, Protium heptaphyllum, Sloanea caribaea, Pera glabrata, Clusia minor, Clusia alata, Picramnia caracasana, Erythrina poeppigiana i  Bravaisia integerrima. Występuje tu kilkanaście gatunków endemicznych dla pasma Turimiquire. Są to zagrożony wyginięciem (EN) Gustavia parviflora, a także m.in.: Anthurium caripense, Centropogon monagensis, Erythroxylum cumanense, Desmodium caripense, Galium caripense i Solanum caripense.

## Fauna
W jaskini Cueva del Guácharo znajduje się jedna z największych na świecie kolonii tłuszczaków (hiszp. guácharo). Szacuje się, że żyje tu około 10 000 tych ptaków. Inne ptaki zamieszkujące park to zagrożone wyginięciem (EN) haczykodziobek wenezuelski, oliwiarek wenezuelski, perłowiec białogardły i koronówka szarogłowa, narażony na wyginięcie (VU) komecik wenezuelski, a także m.in.: wojownik ozdobny, białostrząb duży, barwniczka liliowosterna, habia mrówcza, złocik krótkosterny, penelopa jasnolica, brzęczek rdzawosterny, zapylak białosterny, pieprzojad zmienny.
Ssaki żyjące w parku to zagrożona wyginięciem (EN) arirania amazońska, narażone na wyginięcie (VU) tapir amerykański i pekari białobrody, a także m.in.: wyjec rudy, kapucynka oliwkowa, ocelot wielki, ocelot nadrzewny, puma płowa i jaguar amerykański.
Występują tu takie gady jak m.in.: Chironius carinatus, Drymarchon corais, Bothrops venezuelensis czy groźnica niema.